# Анфиногенов, Иван Константинович
Иван Константинович Анфиногенов (23 августа 1848 года — ?) — екатеринбургский купец и общественный деятель, городской голова в 1902—1908 годах, гласный Екатеринбургской городской думы.

## Биография
Родители Ивана Анфиногенова — Константин Егорович и Матрёна Андреевна — были родом из деревни Новосёлка Вязниковского уезда Владимирской губернии. Они были крепостными, которым разрешили переехать их хозяева. Иван Анфиногенов родился уже в Екатеринбурге 23 августа 1848 года. Вскоре его родители переехали вновь и вернулись в Екатеринбург в 1857 году. Он получил домашнее образование.
31 марта 1872 года Иван Анфиногенов стал числиться в мещанском сословии. 31 октября 1873 года он женился на девушке по имени Анастасия, которая была дочерью купца Ивана Сергеевича Стебакова. Иван Стебаков торговал драгоценными камнями и принял в свою деятельность своего зятя. В апреле 1881 года Иван Стебаков умер, оставив большую часть своих владений дочери и зятю. 13 июня 1881 года Иван Анфиногенов стал купцом 2-й гильдии. Он принял участие в создании товарищества на вере «Иван Константинович Анфиногенов и К», которое было зарегистрировано в Екатеринбурге. Товарищество занималось торговлей золотыми и серебряными, а также брильянтовыми изделиями, также осуществлялась торговля медными товарами и церковной утварью.
В городе Екатеринбурге товарищество владело магазином, который уже с 1901 года находился на Новом гостином дворе. Купец принимал участие в Крестовско-Ивановской и Ирбитской ярмарках, и участвовал в общественной жизни города. Был членом Екатеринбургского благотворительного общества, участником местного комитета Красного Креста, Екатеринбургского общества спасения на водах, церковного попечительства при Кафедральном Богоявленском соборе. Иван Анфиногенов был награждён серебряным знаком Екатеринбургского вольного пожарного общества, золотым знаком Российского вольного пожарного общества. Участвовал в работе уездного земства и Екатеринбургской городской думы. В 1884 году он впервые был избран гласным Екатеринбургской городской думы и оставался в её составе по 1919 год.
С марта 1887 года по 24 июля 1902 года Иван Константинович был членом попечительского совета городской больницы. 25 мая 1902 года его избрали городским головой. Он принимал участие в открытии женской прогимназии 31 августа 1903 года. Само открытие стало возможным благодаря объединению средств города и уездного земства. Позже прогимназия преобразовалась в гимназию. Во время пребывания Ивана Анфиногенова на посту городского головы, был открыт памятник императору Александру II. Городской голова также участвовал в закладке памятника, открытие которого состоялось в октябре 1906 года. В связи с этим событием городским головой была послана телеграмма Николаю II.
Вскоре в городе начался «дровяной скандал», в результате которого стало известно, что некоторые подчиненные Ивана Анфиногенова использовали государственные дрова для личных целей. В результате этого Иван Анфиногенов ушел в отставку. Следствием было установлено, что к происходящему он не был причастен, так он избежал суда.
В июле 1914 года Иван Анфиногенов стал членом городской управы. В июне 1914 года был причислен к сословию потомственных почетных граждан. Иван Анфиногенов перестал работать в органах городского самоуправления в октябре 1917 года. В июле 1919 года он покинул город, дальнейшая его биография не известна.